# Kasteel van Warfusée
Het Kasteel van Warfusée is een kasteel in gehucht Warfusée nabij het dorp Stockay, in de gemeente Saint-Georges-sur-Meuse, in de Belgische provincie Luik.
Het kasteel dateert uit de 18e eeuw. 
Het kasteel, met zijn bijgebouwen, de oranjerie en het omliggende terrein, is gebouwd in een vierkant en omgeven door een park met een vijver. Het kasteel is geklasseerd als uitzonderlijk erfgoed in Wallonië. 

## Geschiedenis
De geschiedenis van het kasteel gaat terug tot de 12e eeuw toen er een nu verdwenen donjon stond.  In de 14e en 15e eeuw ging het eigendom over van familie op familie. Eerst kwam de familie Haneffe, daarna de d'Enghien, de la Marck, de Corswaren, de Hamal, de Renesse, de Thiennes en de Bavière-Schagen. 
In 1707 bracht Marie-Isabelle de Bavière-Schagen, door haar huwelijk met Jean François Paul Emile d'Oultremont, het kasteel in handen van de familie d'Oultremont. Hun zoon Florent Henri Emile d'Oultremont liet het kasteel in 1754 herbouwen door Jean-Gilles Jacob in Lodewijk XV-stijl  zoals wij die nu kennen. 
Florent d'Oultremont was de oudere broer van de prins-bisschop van Luik Charles-Nicolas d'Oultremont (1716-1771), die werd geboren en stierf in Warfusée, en die zijn hele leven verbleef in het kasteel dat daardoor toen het centrum was van het sociale en politieke leven van het Prinsbisdom Luik.

## Beschrijving
Met het stucwerk van de kapel, de inkomhal met marmeren vloertegels, de verschillende salons met wandtapijten en de portretten is het interieur relatief luxe voor de 18de eeuw.
Het kasteel kan uitsluitend bezocht worden door groepen.

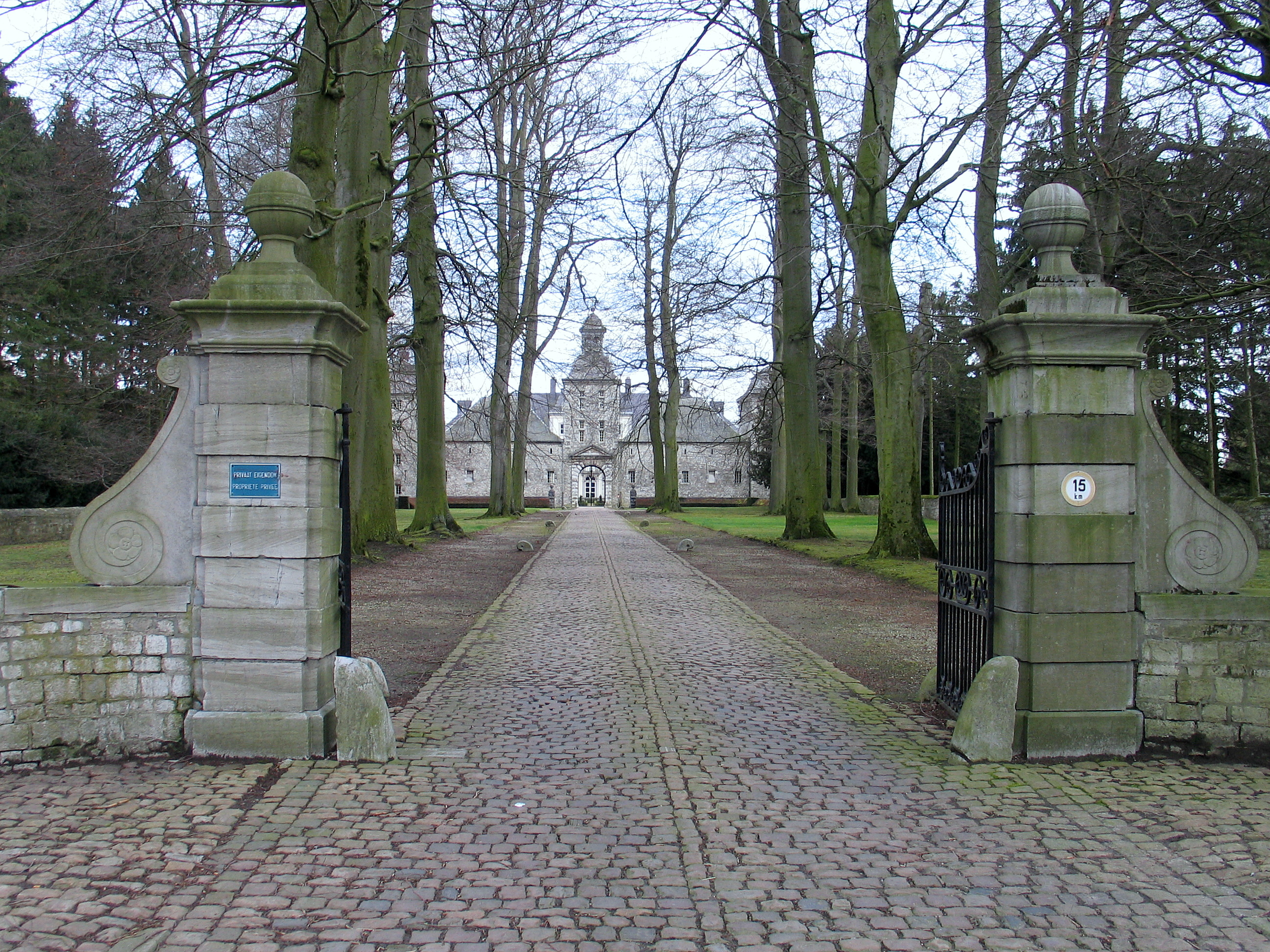
Dreef naar het kasteel
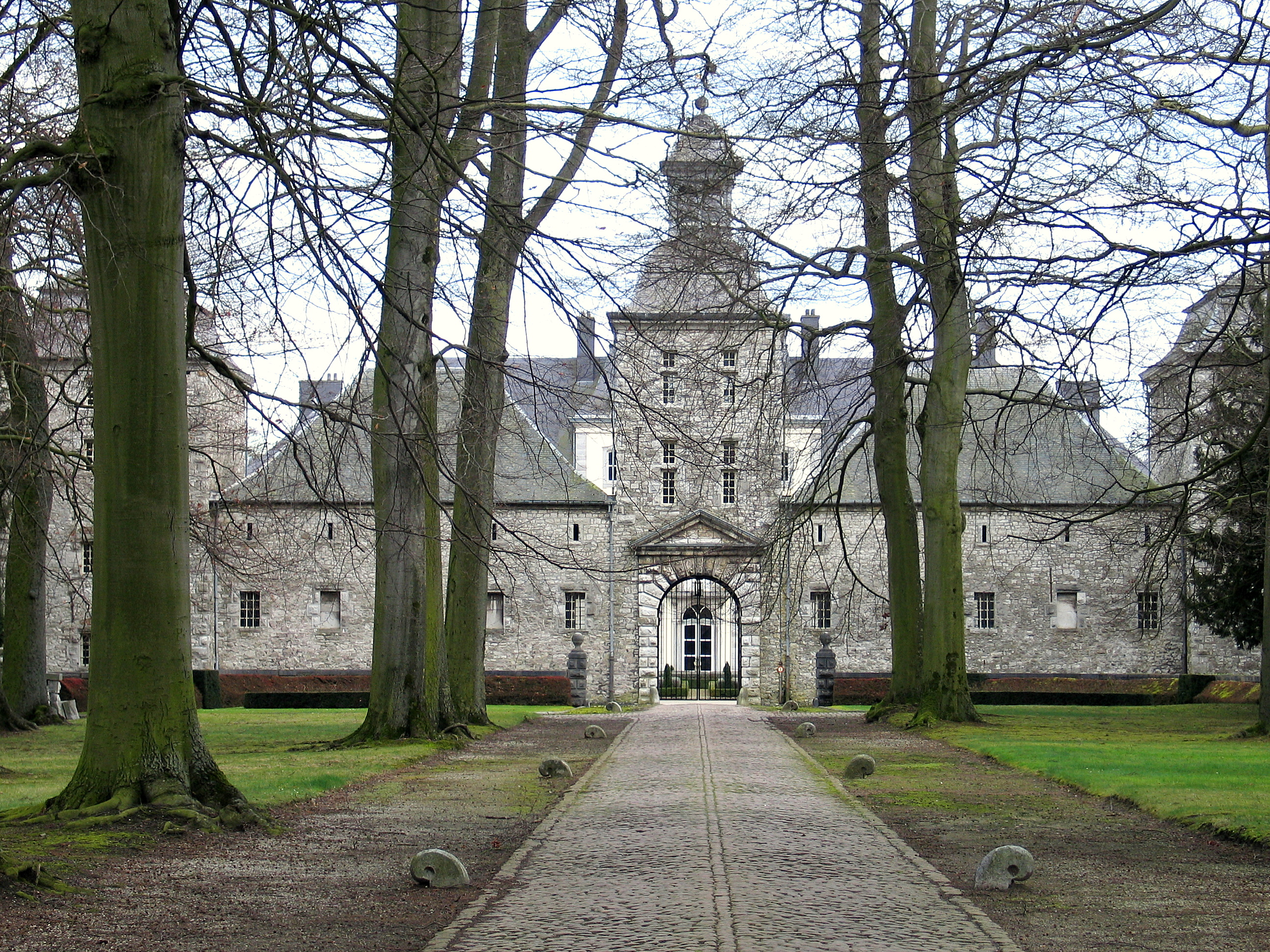
Het toegangsgebouw
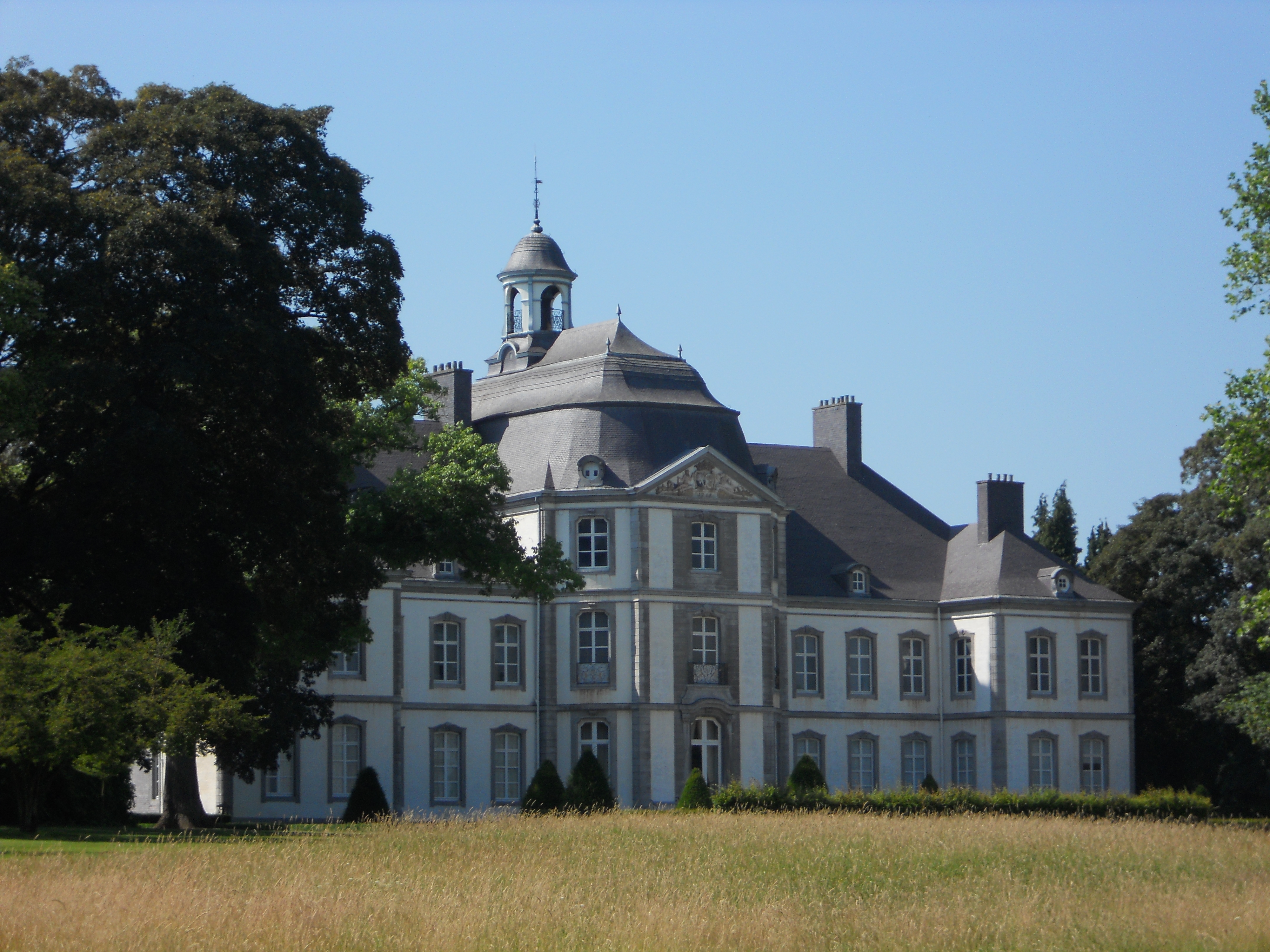
Parkzijde